# Закусочна на шосе 66
«Закусочна на шосе 66» (англ. Roadhouse 66) — фільм 1984 року режисера Джона Марка Робінсона з Віллемом Дефо в головній ролі.
Дія фільму повністю розгортається у містах Кінгмен, і Отман, на історичному шосе 66.

## Сюжет
Колишня зірка рок-н-ролу, яка подорожує автостопом, об'єднується з наївним юнаком на «Ford Thunderbird», щоб навести лад у маленькому містечку, де безроздільно панують місцеві бандити.

## Акторський склад
| Актор              | Роль                     |
| ------------------ | ------------------------ |
| Віллем Дефо        | Джонні Гарт              |
| Джадж Рейнгольд    | Бекмен Холлсгуд молодший |
| Каарен Лі          | Джессі Дюран             |
| Кейт Вернон        | Мелісса Дюран            |
| Стівен Елліотт     | Сем                      |
| Алан Отрі          | Хут                      |
| Кевін Майор Говард | Дінк                     |
| Пітер Ван Норден   | Мосс                     |